# Richard Neutra

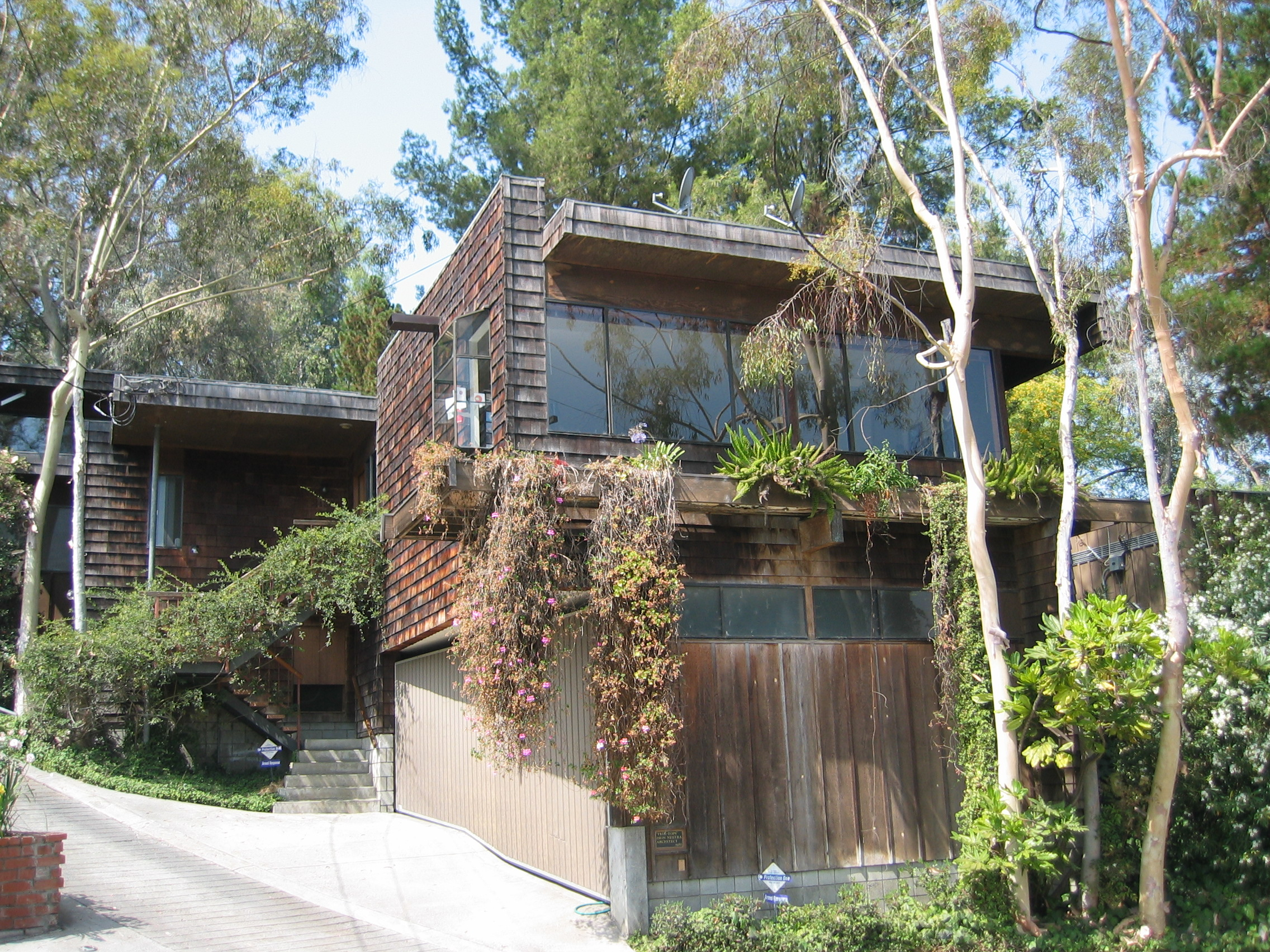
"Treetops", ontwerp van Richard Neutra

Richard Joseph Neutra (Wenen, 8 april 1892 - Wuppertal, 16 april 1970) was een Oostenrijks-Amerikaans architect. Hij wordt beschouwd als een van de belangrijkste en meest vooruitstrevende modernistische architecten en vertegenwoordiger van de internationale stijl.
Neutra werd in 1892 geboren in Wenen. Hij was een student bij Adolf Loos en werd beïnvloed door Otto Wagner. Hij werkte een tijdlang in Duitsland in de studio van Erich Mendelsohn. In 1923 verhuisde hij naar de Verenigde Staten en werd in 1929 Amerikaans staatsburger. Neutra werkte korte tijd samen met Frank Lloyd Wright, voordat hij uitgenodigd werd door zijn vriend Rudolph Schindler om een tijdlang te gaan werken en wonen in Schindlers Kings Road House in Californië. Neutra opende vervolgens zijn eigen zaak in Los Angeles met zijn vrouw, Dione.
Neutra staat bekend om zijn grote aandacht voor de ware noden van zijn cliënten, al ging het om een simpel huis of een villa. Hij gebruikte soms zelfs gedetailleerde enquêtes om uit te vinden wat de eigenaars echt nodig hadden, tot grote verrassing van zijn cliënten.
Neutra had een sterk gevoel voor ironie. Een voorbeeld is te vinden in zijn autobiografie, Leven en Vorm, hij vertelt daarin een anekdote over een anonieme filmproducent/klant die een slotgracht rondom het huis, dat Neutra voor hem en zijn Perzische bediende ontwierp, onder stroom zette. Hij viste de lijken er de volgende ochtend uit en verbrandde ze in een speciaal ontworpen verbrandingsoven.
Neutra stierf in 1970 in Wuppertal, Duitsland. Neutra's zoon Dion is nog steeds eigenaar van het Silver Lake-complex, dat nu de naam "Richard and Dion Neutra Architecture" draagt, in Los Angeles. Het gebouw zelf is ontworpen en gebouwd door Neutra en is nu ongeveer 3,1 miljoen dollar waard.

## Realisaties[1]
- Lovell Health House, 1927 -1929, Los Angeles, Californië, USA. 
 Deze woning werd gebouwd voor de arts en natuurgeneeskundige Philip Lovell. Ze bestaat uit een staalskelet en is bekleed met een lichte synthetische huid. Typisch aan de woning is het minimale materiaalgebruik en het heldere karakter. Men kan het beschouwen als een synthese van de modernistische avant-garde architectuur.[2]
- Van der Leeuw Research House, 1932, Los Angeles, Californië, USA.
- Corona School, 1935, Bell, Californië, USA.
- Beard House, 1934-35, Altadena, Californië, USA.
- Miller House, 1937, Palm Springs Californië, USA.
- Kaufmann Desert House 1946-1947, Palm Springs Californië, USA.
- Case Study House # 20, 1946 -1948, Pacific Palisades, Californië, USA. 
 Woning gebouwd als onderdeel van het Case Study House Program.[3]
- Wilkins House, 1949, South Pasadena, Californië, USA.
- Taylor House, 1964, Lendale, Californië, USA.
- Van der Leeuw Research House II, 1965-1966, Los Angeles, Californië, USA.
- Bucerius House, 1966, Navegna, Zwitserland.